# 吴平东
吴平东（1940年—），汉族，中华人民共和国政治人物、第十一届全国政协委员。
担任北京理工大学机械与车辆工程学院副院长、机电一体化中心主任。2008年，当选第十一届全国政协委员，代表教育界，分入第四十二组。